# Microdochium tainanense
Microdochium tainanense är en svampart som först beskrevs av Ts. Watan., och fick sitt nu gällande namn av de Hoog & Herm.-Nijh. 1977. Microdochium tainanense ingår i släktet Microdochium, ordningen kolkärnsvampar, klassen Sordariomycetes, divisionen sporsäcksvampar och riket svampar.   Inga underarter finns listade i Catalogue of Life.